# Antônio Pedro
Antônio Pedro Borges de Oliveira (Rio de Janeiro, 11 de novembro de 1940 – Rio de Janeiro, 12 de março de 2023) foi um ator, diretor, roteirista e produtor brasileiro de cinema, televisão e teatro. Era pai das atrizes Alice Borges e Ana Baird, frutos de seus dois primeiros casamentos.

## Carreira
Em 1960 começa sua carreira trabalhando como ator, contra-regra e como assistente de direção. Entre 1961 e 1965, começa sua formação em Paris, participa de vários cursos e workshops de interpretação.
Na televisão, estreia na TV Tupi em 1969, em Super Plá”. Em 1972, faz sua estreia na TV Globo, na novela O Bofe. No cinema nacional, participa de produções como Gabriela, cravo e canela (1983), Dias Melhores Virão (1989) e O que é isso Companheiro? (1997).
Em 1983, como militante do Partido Democrático Trabalhista (PDT), é nomeado diretor de teatros da "Fundação Anita Mantuano de Artes do Estado do Rio de Janeiro" (Funarj). Em 1986 é nomeado o primeiro Secretário Municipal de Cultura do Rio de Janeiro. Em 1989 é nomeado Secretário Municipal de Cultura de Volta Redonda. Em 1990 é candidato a deputado estadual pelo PDT. Em 1993, exerce a função de coordenador do projeto Teatro na UERJ, cria, produz e encena 17 espetáculos, vídeos, palestras, e levanta recursos para as obras do Teatro Odylo Costa Filho.
Em 1998, substitui Rodolfo Bottino na apresentação do programa UD Gourmet no Shoptime, o primeiro canal de home shopping da América Latina. Cozinheiro experiente, Antônio Pedro chegou a cozinhar para Brigitte Bardot e Jean-Luc Godard quando morou em Paris.

## Vida pessoal
Foi casado com a francesa Yvette Tuffal com quem teve a primeira filha, a atriz Alice Borges. O segundo casamento foi com a atriz Margot Baird, com quem teve a também atriz Ana Baird (também conhecida como Ana Magdalena ou Ana Borges), foi casado com a figurinista Sílvia Sangirardi e seu último casamento foi com a atriz e maquiadora Andrea Bordadagua, com quem teve Fabio Borges.

### Morte
Morreu no dia 12 de março de 2023, aos 82 anos, em decorrência de insuficiências renal e cardíaca.

## Filmografia

### Cinema
| Ano  | Título                                                      | Personagem           |
| ---- | ----------------------------------------------------------- | -------------------- |
| 2023 | Minha Irmã e Eu                                             | Zé Tião              |
| 2018 | D. P. A. - Detetives do Prédio Azul 2 - O Mistério Italiano | Nonno Giuseppe       |
| 2018 | Quase Memória                                               | Capitão Giordano     |
| 2017 | Ninguém Entra, Ninguém Sai                                  | João                 |
| 2015 | Meu Passado Me Condena 2                                    | Vô Nuno              |
| 2014 | O Candidato Honesto                                         | Demétrio             |
| 2014 | Copa de Elite                                               | Manuel               |
| 2013 | Casa da Mãe Joana 2                                         | Montanha             |
| 2013 | Se Puder... Dirija!                                         | Xavier               |
| 2011 | Não se Preocupe, nada Vai Dar Certo!                        | Delegado Peixoto     |
| 2010 | De Pernas pro Ar                                            | Sorriso              |
| 2009 | Xuxa em O Mistério de Feiurinha                             | Pedro                |
| 2009 | Divã                                                        | Tio de Gustavo       |
| 2008 | A Guerra dos Rocha                                          | Sr. Vicente          |
| 2008 | Casa da Mãe Joana                                           | Montanha             |
| 2008 | Os Desafinados                                              | Paulo César (velho)  |
| 2005 | Mais Uma Vez Amor                                           | Dr. Pastore          |
| 2003 | Harmada                                                     | —                    |
| 2003 | Apolônio Brasil, o campeão da alegria                       | Zeca                 |
| 2002 | Zico - O Filme                                              | Narrador             |
| 2001 | Sonhos Tropicais                                            | Sílvio               |
| 2001 | O Xangô de Baker Street                                     | Olegário             |
| 2000 | Minha Vida em Suas Mãos                                     | —                    |
| 1998 | Policarpo Quaresma, Herói do Brasil                         | Imperador            |
| 1998 | Menino Maluquinho 2 - A Aventura                            | Tatá Miguel          |
| 1997 | O Que É Isso, Companheiro?                                  | —                    |
| 1997 | O Homem Nu                                                  | Psicanalista         |
| 1989 | Dias Melhores Virão                                         | Salgado              |
| 1989 | O Grande Mentecapto                                         | Clarimundo Ladisbião |
| 1987 | Romance da Empregada                                        | Joaquim              |
| 1983 | Um Sedutor Fora de Série                                    | —                    |
| 1983 | Gabriela, Cravo e Canela                                    | Médico               |
| 1983 | Bar Esperança                                               | Passarinho           |
| 1982 | O Homem do Pau-Brasil                                       | —                    |
| 1980 | O Gigante da América                                        | —                    |
| 1979 | Muito Prazer                                                | Chico                |
| 1978 | A Lira do Delírio                                           | Médico               |
| 1978 | Se Segura, Malandro!                                        | Aderbal              |
| 1978 | O Grande Desbum                                             | Pacífico             |
| 1977 | A Mulata Que Queria Pecar                                   | Serginho             |
| 1975 | O Flagrante                                                 | Tavito               |
| 1975 | O Casal                                                     | —                    |
| 1975 | Os Condenados                                               | Mister               |
| 1972 | Roleta Russa                                                | Guima                |
| 1970 | República da Traição                                        | —                    |

### Na televisão
| Ano       | Título                                                  | Papel                        | Nota                               |
| --------- | ------------------------------------------------------- | ---------------------------- | ---------------------------------- |
| 2021      | Filhas de Eva                                           | Seu Abelardo                 | Episódio: "1"                      |
| 2019      | Shippados                                               | Erivaldo Trindade            | Episódios: "Plugados" "Zoados"     |
| 2019      | Bom Sucesso                                             | Agripino                     |                                    |
| 2018      | O Tempo Não Para                                        | Médico de 1886               | Episódio: "31 de julho"            |
| 2015–17   | Zorra                                                   | Vários personagens           |                                    |
| 2012      | Acampamento de Férias 3: O Mistério da Ilha do Corsário | Caveira (voz)                | Temporada 3                        |
| 2009–15   | Zorra Total                                             | Rodrigo Morte / Seu Sardinha |                                    |
| 2007-2009 | Malhação                                                | Valério Pimenta              |                                    |
| 2006      | Floribella                                              | Rei Totoca de Krikoragán     |                                    |
| 2006–07   | Um Menino Muito Maluquinho                              | Vô Hortêncio                 |                                    |
| 2006      | A Diarista                                              | Jonas / Marcelino            |                                    |
| 2005      | Sob Nova Direção                                        | Taxista                      | Episódio: "Querida, Perdi o Bebê!" |
| 2004      | Começar de Novo                                         | Dr. Pimenta                  |                                    |
| 2004      | Zorra Total                                             | Valério Pimenta              |                                    |
| 2002      | Sítio do Picapau Amarelo                                | Barba Ruiva                  | Episódio: "A Pedra Verde"          |
| 2002      | Malhação                                                | Seu Tonho                    |                                    |
| 2000      | Bambuluá                                                | Haroldo Gonçalves (Vovô)     |                                    |
| 2000      | Você Decide                                             | Detetive Borges              | Episódio: "Golpe de Mestre"        |
| 1999      | Andando nas Nuvens                                      | Jacques Delon                |                                    |
| 1998      | UD Gourmet                                              | Apresentador                 |                                    |
| 1996      | Colégio Brasil                                          | José Mário                   |                                    |
| 1996      | Caça Talentos                                           | Tremedeira                   |                                    |
| 1996      | Explode Coração                                         | Duio                         |                                    |
| 1995      | Malhação                                                | Conde Fortuna                |                                    |
| 1994      | Escolinha do Professor Raimundo                         | João Abrealas                |                                    |
| 1992      | Escolinha do Professor Raimundo                         | Celso Piquete                |                                    |
| 1990      | Escolinha do Professor Raimundo                         | Seu Bicalho                  |                                    |
| 1989      | Chico Anysio Show                                       | Bicalho/Menudo               |                                    |
| 1989      | Que Rei Sou Eu?                                         | Barão Von Lonchas            |                                    |
| 1988      | Bebê a Bordo                                            | Doutor Valcourt filho        |                                    |
| 1987      | Bambolê                                                 | Marciano                     |                                    |
| 1987      | Sassaricando                                            | Detetive Carlos Sampaio      |                                    |
| 1985      | Um Sonho a Mais                                         | Lula Martins                 |                                    |
| 1983      | Eu Prometo                                              | Jeremias                     |                                    |
| 1983      | Parabéns pra Você                                       | Zequinha                     |                                    |
| 1980      | Chega Mais                                              | Tito                         |                                    |
| 1977      | Sem Lenço, sem Documento                                | Victor                       |                                    |
| 1975      | Satiricom                                               | Vários Personagens           |                                    |
| 1974      | Supermanoela                                            | Chicão                       |                                    |
| 1972      | O Bofe                                                  | Pedrão                       |                                    |
| 1969      | Super Plá                                               | Arquibaldo                   |                                    |